# Florin Bejan
Florin Bejan (Mangalia, 28 marzo 1991) è un calciatore rumeno, difensore dell'Hermannstadt.